# Вінцент Кріхмайр
Вінцент Кріхмайр (нім. Vincent Kriechmayr) — австрійський гірськолижник, що спеціалізується в швидкісних дисциплінах, дворазовий чемпіон світу та призер чемпіонату світу.
Срібну медаль чемпіонату світу Кріхмайр здобув на чемпіонаті 2019 року в супергіганті. На тому ж чемпіонаті він виборов бронзову медаль у швидкісному спуску.  
На наступному чемпіонаті світу 2021 року в Кортіно д'Ампеццо Кріхмайр виборов дві золоті медалі: в швидкісному спускові та супергіганті.

## Результати чемпіонатів світу
| Рік  | Вік | Слалом | Гігантський слалом | Супергігант | Швидкісний спуск | Комбінація |
| ---- | --- | ------ | ------------------ | ----------- | ---------------- | ---------- |
| 2017 | 25  | —      | —                  | 5           | 19               | 8          |
| 2019 | 27  | —      | —                  | 2           | 3                | 17         |
| 2021 | 29  | —      | —                  | 1           | 1                | DNF2       |

## Результати Олімпійських ігор
| Рік  | Вік | Слалом | Гігантський слалом | Супергігант | Швидкісний спуск | Комбінація |
| ---- | --- | ------ | ------------------ | ----------- | ---------------- | ---------- |
| 2018 | 26  | —      | —                  | 6           | 7                | DNF2       |